# Fyber

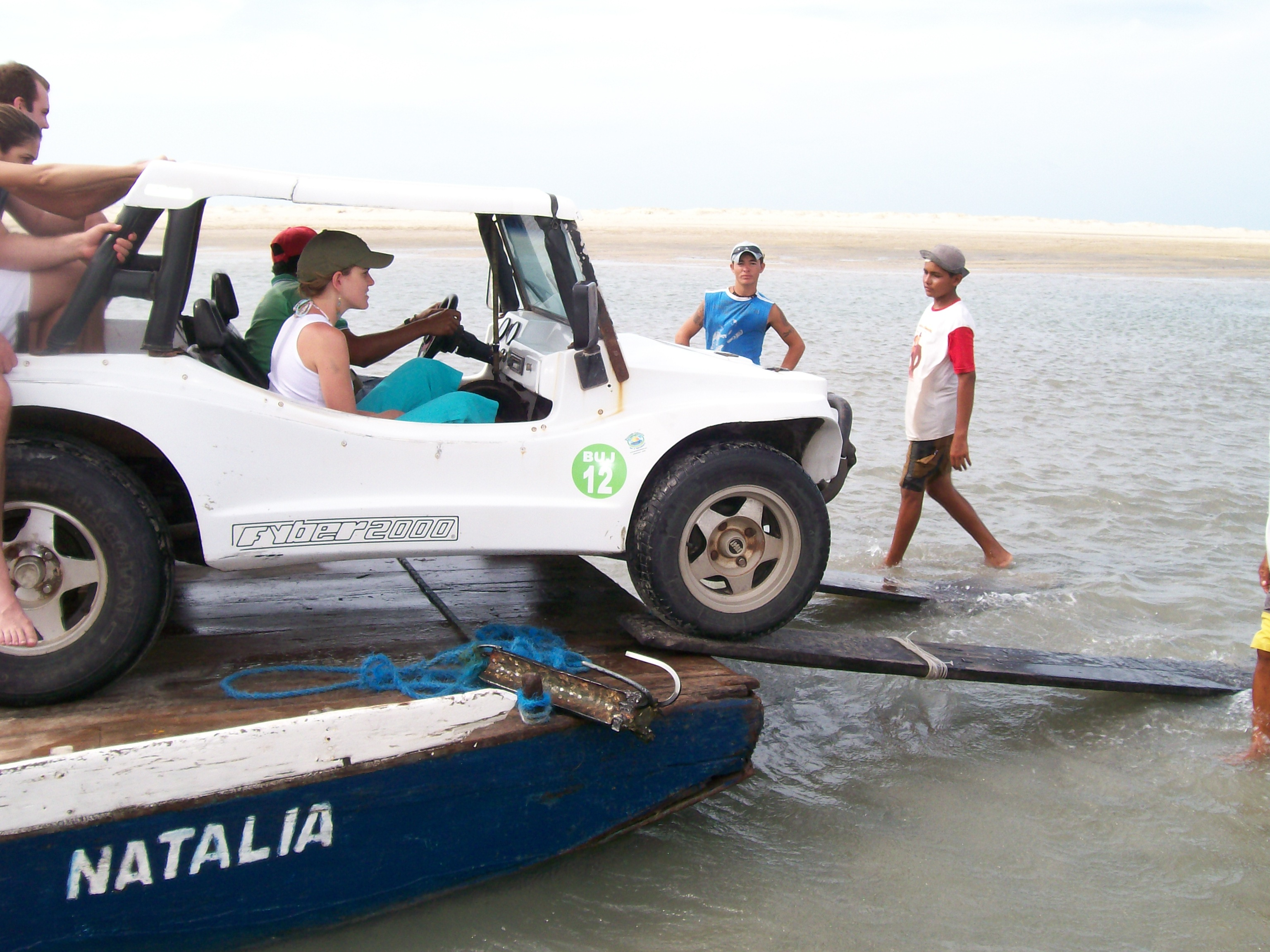
Fyber 2000

Fyber ist eine brasilianische Automarke.

## Markengeschichte
Die Brüder Agliberto und Rogério Farias gründeten 1974 das Unternehmen Fyber Indústria e Comércio Ltda. in Fortaleza. Zunächst beschäftigten sie sich mit Fiberglas. 1982 begann die Produktion von Automobilen. Der Markenname lautet Fyber. Vor 1992 erfolgte die Umbenennung in Fyber Indústria de Veículos S.A. 1999 folgte der Konkurs. Rogério Farias hatte bereits etwa 1993 das Unternehmen verlassen und Troller gegründet.
Der frühere Fyber-Händler Peixoto Veículos aus Fortaleza setzt die Produktion seit 2003 fort. Insgesamt entstanden bisher mehr als 12.000 Fyber.

## Fahrzeuge
Im Angebot stehen VW-Buggies. Die Basis bildet ein Rohrrahmen, also nicht der Plattformrahmen vom VW Käfer wie bei vielen Konkurrenzmodellen. Darauf wird eine offene Karosserie aus Fiberglas montiert. Verschiedene luftgekühlte und wassergekühlte Motoren von Volkswagen do Brasil kamen bisher zum Einsatz.
Erstes Modell war der Duna, entworfen von Milton Nunes. Davon entstanden bis 1984 etwa 180 Fahrzeuge, darunter sieben schwimmfähige.
Der Fyber 2000 folgte mit einem kurzen Fahrgestell und eckigen Scheinwerfern. Etwa 1994 ersetzte der ähnliche Star den Fyber 2000. Von diesen beiden Modellen entstanden bis 1999 etwa 12.000 Fahrzeuge.
Von einem Typ 3000 im Stil eines Jeep entstanden ab 1988 etwa 90 Fahrzeuge.
Ab 1992 gab es auch etwa 600 Lastkraftwagen und Krankenkraftwagen mit Fiat-Motor und Frontantrieb.